# Give It Up
Give It Up är ett musikalbum av Bonnie Raitt som lanserades 1972 på Warner Bros. Records. Det var hennes andra studioalbum och det fick ett minst lika gott mottagande hos musikkritikerna som hennes debutalbum. Både Jon Landau och Robert Christgau var mycket positiva till skivan. Skivan sålde också bättre än debuten och blev hennes första listnoterade album, även om det inte var något brett genombrott. Musiken på skivan är inte lika renodlad blues som på hennes första album.
Albumet listades 2003 av magasinet Rolling Stone som #496 i listan The 500 Greatest Albums of All Time. När en ny version av listan gavs ut 2012 låg albumet på plats #495.

## Låtlista
1. "Give It Up or Let Me Go" (Raitt) – 4:30
2. "Nothing Seems to Matter" (Raitt) – 4:05
3. "I Know" (Barbara George) – 3:47
4. "If You Gotta Make a Fool of Somebody" (Rudy Clarke) – 3:00
5. "Love Me Like a Man" (Chris Smither) – 3:12
6. "Too Long at the Fair" (Joel Zoss) – 2:58
7. "Under the Falling Sky" (Jackson Browne) – 3:45
8. "You Got to Know How" (Jack Viertel, Sippie Wallace) – 3:36
9. "You Told Me Baby" (Raitt) – 4:12
10. "Love Has No Pride" (Eric Kaz, Libby Titus) – 3:47

## Listplaceringar
- Billboard 200, USA: #138[4]